# Juan José de Eguiara y Eguren
Juan José de Eguiara y Eguren (Ciudad de México, Nueva España, Monarquía Hispánica, 2 de febrero de 1696 - Ciudad de México, Nueva España, Imperio Español, 29 de enero de 1763) fue catedrático eminente de la Real y Pontificia Universidad de México, y el sabio universitario más connotado de la Nueva España en la primera mitad del siglo XVIII. Su magna obra, la Bibliotheca Mexicana, representa el primer caso de reflexión filosófica acerca de la historia de México.

## Biografía
Nacido en la capital de la Ciudad de México, Juan José de Eguiara y Eguren era hijo de Nicolás de Eguiara y Eguren, originario de Vergara (Guipúzcoa), y de María de Elorriaga y Eguren, natural de Anzuola (Guipúzcoa). Desde muy pequeño fue destinado a la carrera eclesiástica entrando como colegial en el Seminario de San Ildefonso.
Su magna obra tuvo por motivo la lectura que Eguiara y Eguren hizo de las Epístolas (Madrid, 1735) de Manuel Martí, deán de Alicante, que ponía en duda no sólo la capacidad hispanoamericana para el cultivo del espíritu mediante el estudio, sino que negaba enfáticamente que se practicara en las Indias Occidentales. La afirmación del deán –y esto fue lo que más molestó a Eguiara– se refería de manera particular a la Nueva España. De esa manera Eguiara y Eguren comenzó a investigar y a reunir datos sobre todos personajes tanto indígenas como españoles y mestizos que se habían distinguido en su momento o época en el campo de las letras. Su fin era escribir una Bibliotheca Mexicana que agrupara los datos, y material rescatado de los escritores, con lo cual fue conformando una base de datos, así que para 1747 su lista de autores pasaba ya de 2000. 
Don Juan José sólo alcanzó a ver publicado el primer tomo, que va de la letra A a la C. El resto de ese manuscrito lo adquirió la Universidad de Texas, que llega hasta la letra J. Fue hasta 1986 cuando la edición completa de la Bibliotheca Mexicana (el tomo publicado en 1755 y el manuscrito inédito) fue traducida al español, corrigiendo el desacierto de Eguiara de traducir al latín los títulos de las obras. La coordinación de este trabajo corrió a cargo del historiador y bibliógrafo Ernesto de la Torre Villar con la colaboración de Ramiro Navarro de Anda, mientras que la traducción de la bibliografía fue hecha por Benjamín Fernández Valenzuela. La obra fue preparada en cuatro tomos abarcando de la letra A hasta la J, además de los Anteloquia (traducción de Agustín Millares Carlo (1893-1978), el Diálogo de Abril, apéndices documentales e índices de toda la obra. La Coordinación de Humanidades de la Universidad Nacional Autónoma de México se encargó de editarla. El volumen publicado está escrito en latín y va precedido de varios prólogos que el autor denominó Anteloquia. En ellos hace la historia de su trabajo y presenta, sobre todo, un panorama de la cultura mexicana desde antes de la Conquista hasta la fecha de la publicación (1755).